# M67 (granata)
La M67 è una bomba a mano a frammentazione offensiva antiuomo attualmente in uso nell'United States Army e nel Canadian Army, dove si chiama C13.
La granata sostituisce la M62 usata nella Guerra del Vietnam, che a sua volta sostituiva la bomba ad ananas Mk2.

## Descrizione
La M67 ha un corpo rotondo, riempito di 180 g di Composition B, ed è relativamente leggera, facilitandone l'uso ed il lancio. è dotata di leva di sicura (o "cucchiaio") tenuto in posto da uno spinotto ad anello.

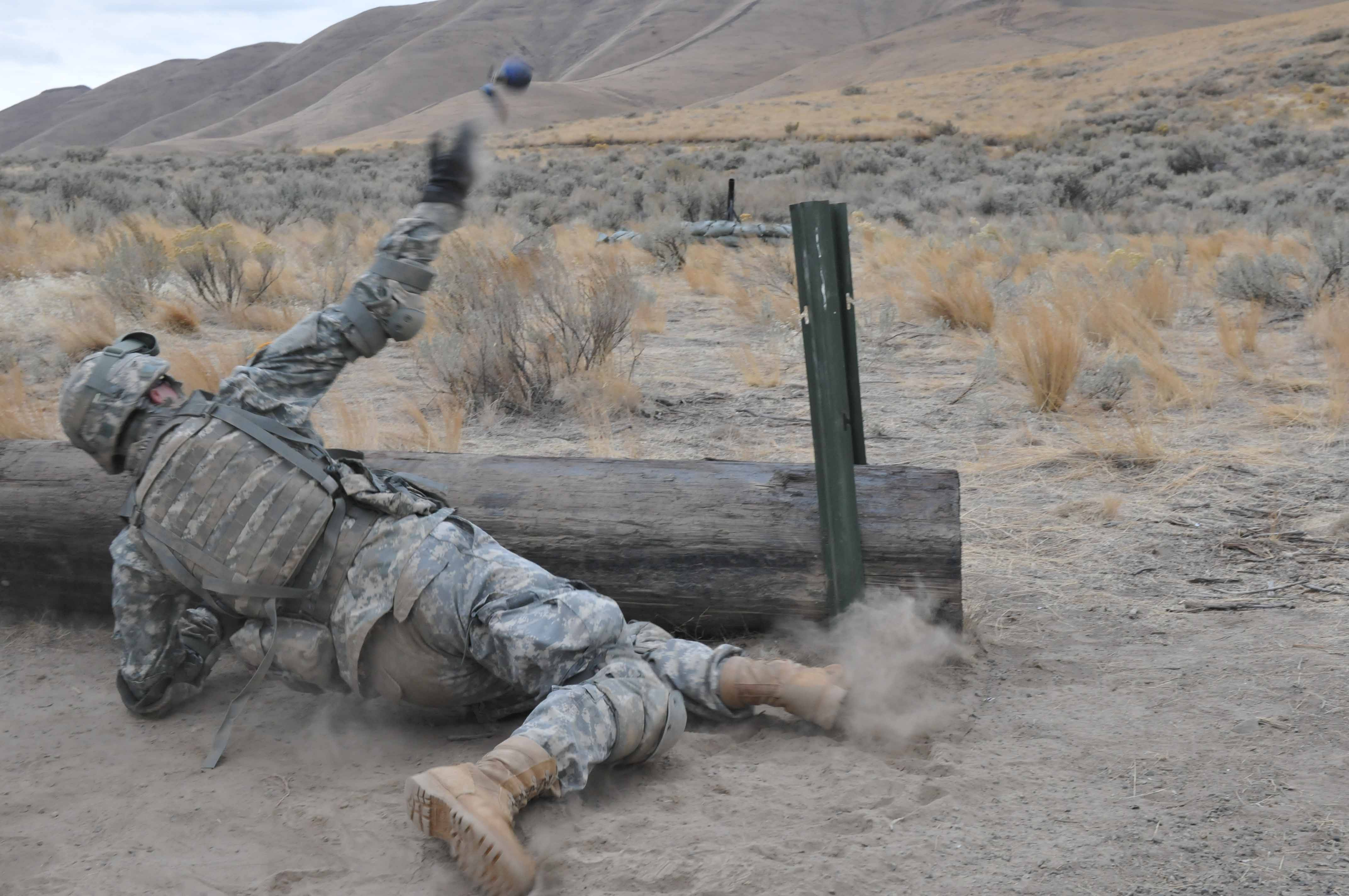
Un soldato Usa si esercita con una M67

## Uso

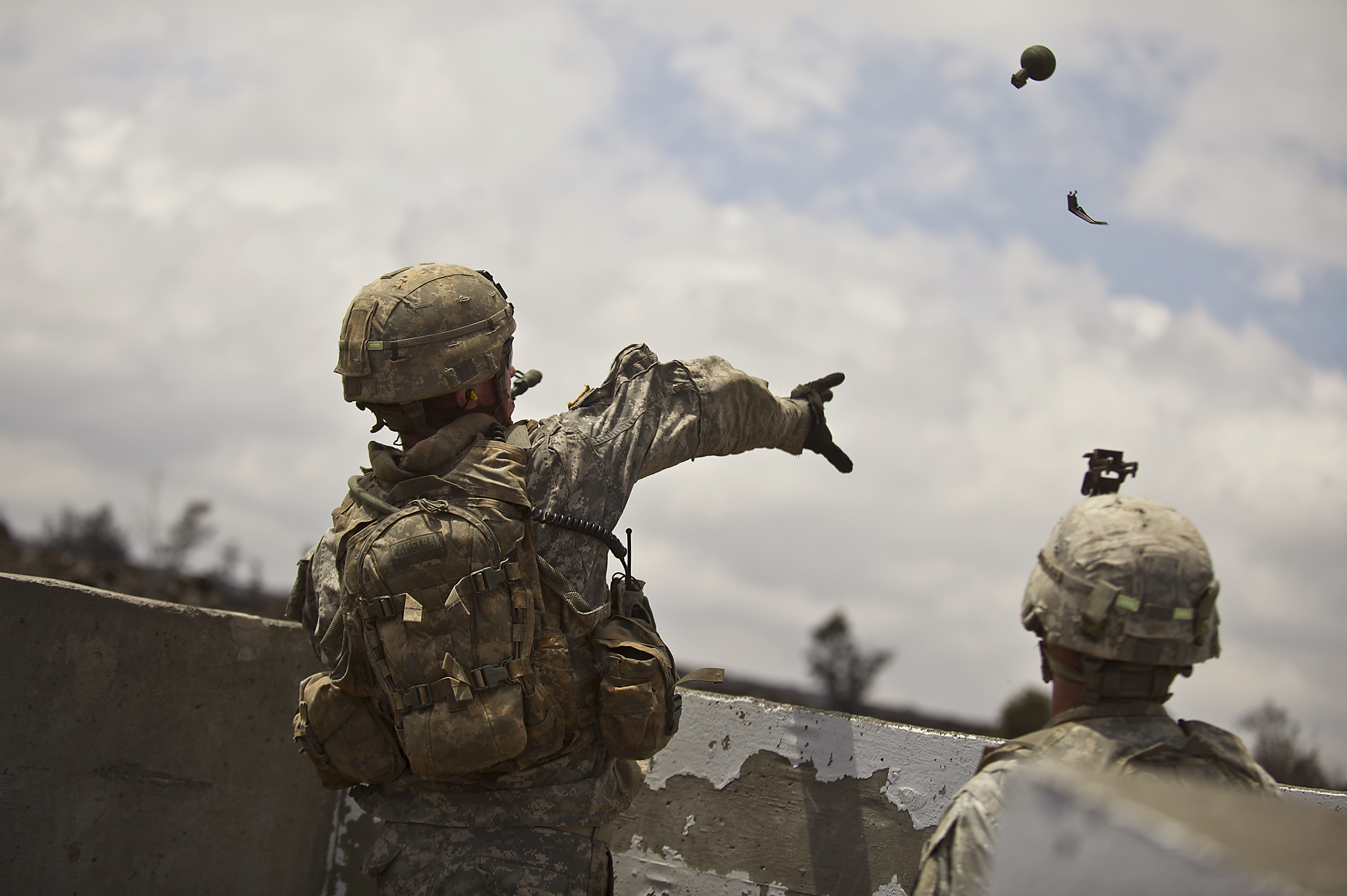
Dei soldati USA si addestrano con delle M67

Un normale soldato può lanciare questa granata da 30/50 metri, ma anche a 60 metri, ed ha una area letale effettiva di circa 5 m, ma i frammenti possono volare fino a 25 m, anche se a distanze superiori ai 20 ma hanno basse probabilità di ferire. Per questo possono essere lanciate da un soldato privo di copertura, senza che venga notevolmente investito di frammenti (anche se è meglio lanciarle da dietro protezione).